# 63e British Academy Film Awards

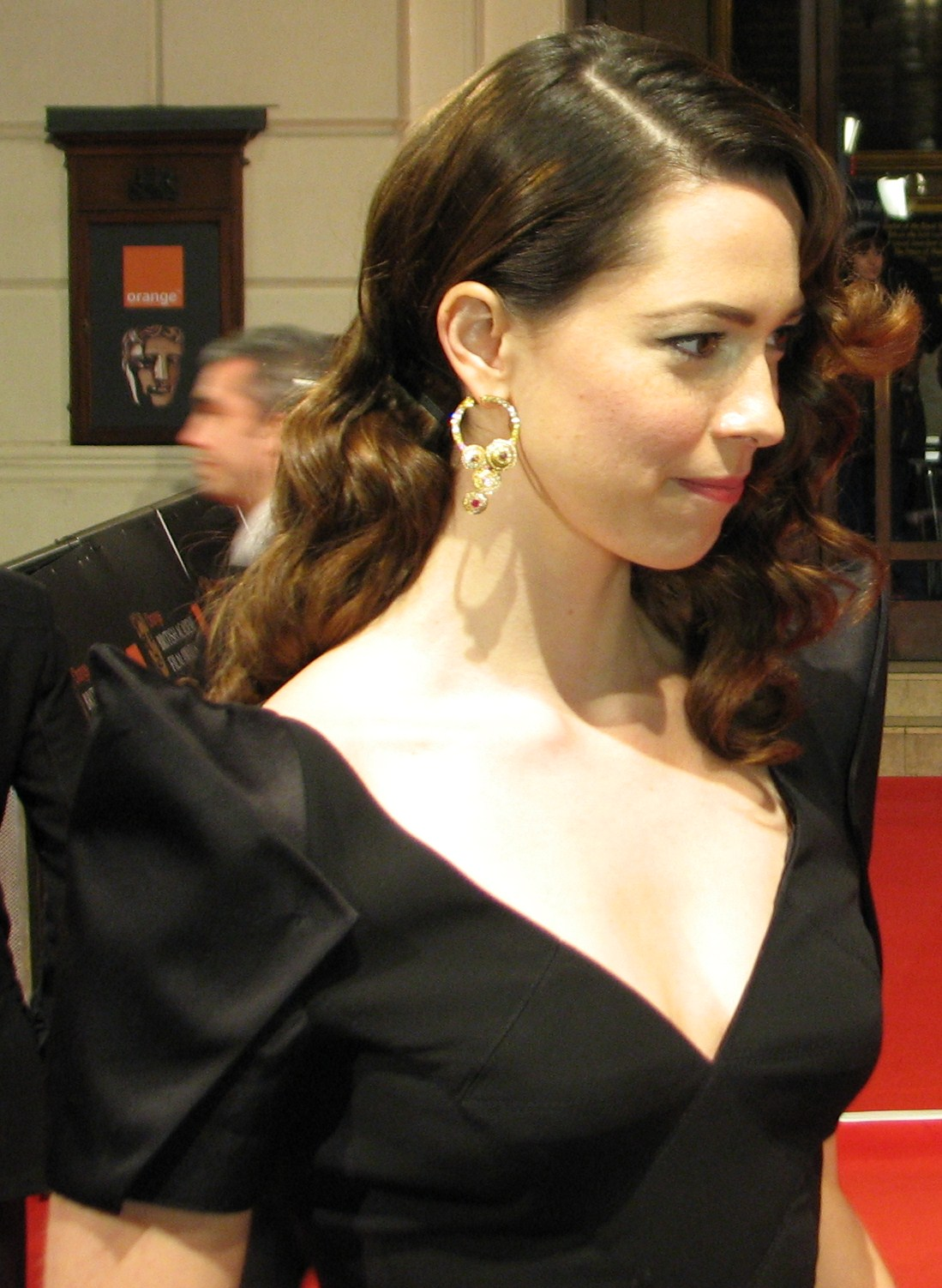
Rebecca Hall bij de 63e BAFTA Awards

De 63e British Academy Film Awards of BAFTA Awards werden uitgereikt in 2010 voor de films uit 2009. De uitreiking vond plaats op 21 februari 2010 in 195 Piccadilly bij het Leicester Square in Londen.
De meeste nominaties waren voor An Education, Avatar en The Hurt Locker met elk acht nominaties. De grote winnaar van de avond werd The Hurt Locker, met zes prijzen, waaronder Beste Film en Beste Regisseur.

## Winnaars en nominaties

### Academy Fellowship
Vanessa Redgrave

### Beste Film
The Hurt Locker
- Avatar
- An Education
- Precious
- Up in the Air

### Beste Acteur
Colin Firth – A Single Man als George Falconer
- Jeff Bridges – Crazy Heart als Bad Blake
- George Clooney – Up in the Air als Ryan Bingham
- Jeremy Renner – The Hurt Locker als William James
- Andy Serkis – Sex & Drugs & Rock & Roll als Ian Dury

### Beste Actrice
Carey Mulligan – An Education als Jenny Miller
- Saoirse Ronan – The Lovely Bones als Susie Salmon
- Gabourey Sidibe – Precious als Claireece "Precious" Jones
- Meryl Streep – Julie & Julia als Julia Child
- Audrey Tautou – Coco avant Chanel als Gabrielle "Coco" Chanel

### Beste Animatiefilm
Up – Pete Docter
- Coraline – Henry Selick
- Fantastic Mr. Fox – Wes Anderson

### Beste Camerawerk
The Hurt Locker
- Avatar
- District 9
- Inglourious Basterds
- The Road

### Beste kostuumontwerping
The Young Victoria (Sandy Powell)
- Bright Star
- Coco avant Chanel
- An Education
- A Single Man

### Beste Regisseur
Kathryn Bigelow – The Hurt Locker
- Lone Scherfig – An Education
- Quentin Tarantino – Inglourious Basterds
- Neill Blomkamp – District 9
- James Cameron - Avatar

### Beste Montage
The Hurt Locker
- Avatar
- District 9
- Inglourious Basterds
- Up in the Air

### Opmerkelijke Britse Film
Film Tank
- An Education
- In the Loop
- Moon
- Nowhere Boy

### Beste Film in een Buitenlandse Taal
Un prophète - Frankrijk
- Los abrazos rotos - Spanje
- Coco avant Chanel - Frankrijk
- Låt den rätte komma in - Zweden
- Das weiße Band - Duitsland

### Beste Grime en Haar
The Young Victoria
- Coco avant Chanel
- An Education
- The Imaginarium of Doctor Parnassus
- Nine

### Beste Muziek (Anthony Asquith Award voor Filmmuziek)
Up – Michael Giacchino
- Avatar – James Horner
- Crazy Heart – T-Bone Burnett en Stephen Bruton
- Fantastic Mr. Fox – Alexandre Desplat
- Sex & Drugs & Rock & Roll – Chaz Jankel

### Beste Productieontwerp
Avatar
- District 9
- Harry Potter en de Halfbloed Prins
- The Imaginarium of Doctor Parnassus
- Inglourious Basterds

### Beste Originele Scenario
The Hurt Locker – Mark Boal
- The Hangover – Jon Lucas en Scott Moore
- Inglourious Basterds – Quentin Tarantino
- A Serious Man – Joel Coen en Ethan Coen
- Up – Pete Docter en Bob Peterson

### Beste Geluid
The Hurt Locker
- Avatar
- District 9
- Star Trek
- Up

### Beste Mannelijke Bijrol
Christoph Waltz – Inglourious Basterds als Col. Hans Landa
- Alec Baldwin – It's Complicated als Jake Adler
- Alfred Molina – An Education als Jack Miller
- Christian McKay – Me and Orson Welles als Orson Welles
- Stanley Tucci – The Lovely Bones als George Harvey

### Beste Vrouwelijke Bijrol
Mo'Nique – Precious als Mary Lee Johnston
- Anne-Marie Duff – Nowhere Boy als Julia Lennon
- Vera Farmiga – Up in the Air als Alex Goran
- Anna Kendrick – Up in the Air als Natalie Keener
- Kristin Scott Thomas – Nowhere Boy als Mimi Smith

### Beste Bijzondere Visuele Effecten
Avatar
- District 9
- Harry Potter en de Halfbloed Prins
- The Hurt Locker
- Star Trek

### Beste Korte Animatiefilm
Mother of Many
- The Happy Duckling
- The Gruffalo

### Beste Korte Film
I Do Air
- 14
- Jade
- Mixtape
- Off Season

### Opmerkelijk Debuut door een  Britse regisseur, schrijver of producer
Duncan Jones (Regisseur) - Moon
- Lucy Bailey, Andrew Thompson, Elizabeth Morgan Hemlock and David Pearson (Regisseurs en Producers) - Mugabe and the White African
- Eran Creevy (Schrijver en regisseur) - Shifty
- Stuart Hazeldine (Schrijver en regisseur) - Exam
- Sam Taylor-Wood (Regisseur) - Nowhere Boy

### De Orange Rising Star Award (publieksprijs)
Kristen Stewart
- Jesse Eisenberg
- Nicholas Hoult
- Carey Mulligan
- Tahar Rahim